# Czego nie wiedziała Maria
Czego nie wiedziała Maria (ang. What Mary Didn't Know), argument z wiedzy – w filozofii umysłu argument przeciwko materialistycznym teoriom umysłu podany w artykule Franka Jacksona pod tym samym tytułem.
Artykuł pojawił się w Journal of Philosophy (wolumin 83) w 1986.

## Tło
Materializm (monizm materialistyczny) to jedna z dwóch odmian monizmu. Głosi on, że istnieje tylko jeden rodzaj substancji, że jedyną rzeczywistością, jaka istnieje, jest rzeczywistość materialna, fizyczna. Pogląd ten ma związek z problemem ciało-umysł. Zwolennicy pewnych odłamów materializmu, wyjaśniając to zagadnienie, tworzą teorie redukcjonistyczne, mające za zadanie sprowadzić umysł do różnorodnych stanów cielesnych.

## Argument

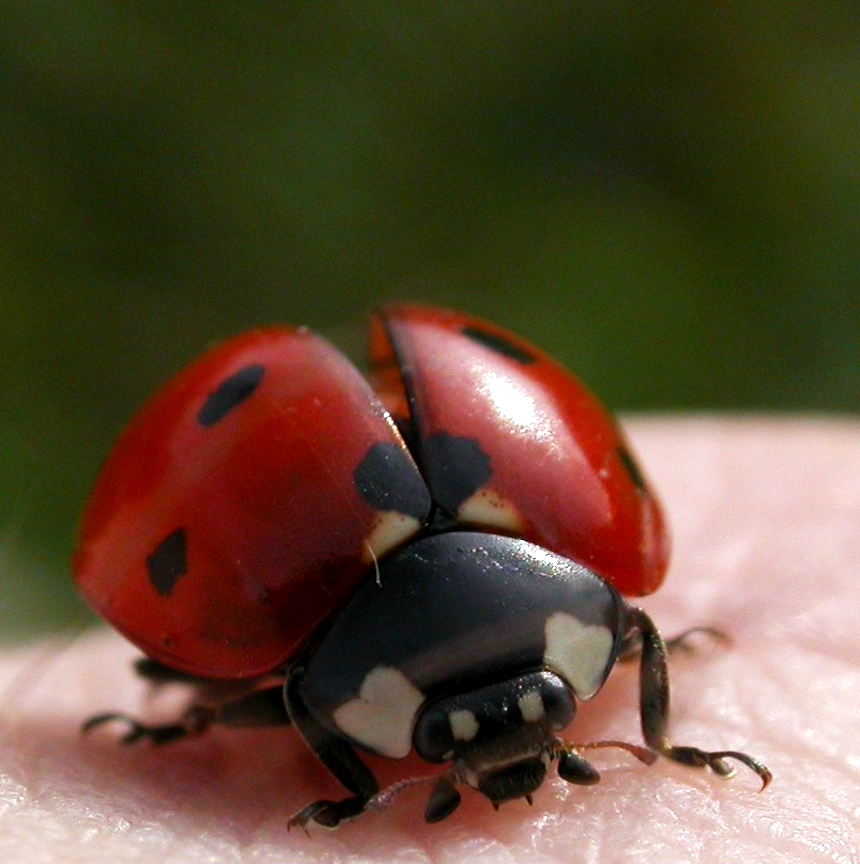
Nie widząc nigdy barwy czerwonej, nie można poznać odczucia towarzyszącego jej widzeniu. Na zdjęciu biedronka

Frank Jackson stawia tutaj argument przeciwko teoriom redukcjonistycznym. Podaje następujący przykład.
Uczony wprowadza postać neurobiolożki imieniem Maria. Kobieta ta dysponuje olbrzymią, a nawet kompletną wiedzą na temat fizjologii ośrodkowego układu nerwowego. Rozumie też doskonale optykę, zna wobec tego zjawiska, którym podlega światło w kontakcie z okiem ludzkim. Tak więc potrafi bez problemu wyjaśnić działanie narządu wzroku człowieka.
Filozof zakłada dalej, że Maria od urodzenia żyje w otoczeniu, w którym istnieją tylko biel, czerń i rozmaite odcienie szarości pomiędzy nimi, pozbawionym kolorów. Nigdy nie widziała żadnej barwy. Wobec tego Maria tak naprawdę nie wie, jak barwy wyglądają, nie ma pojęcia choćby, na czym polega odczucie towarzyszące widzeniu czerwieni. Nie zna go pomimo całej swojej wiedzy z zakresu neurofizjologii czy optyki.
Posługując się tym przykładem, dochodzi się do wniosku, że materialistyczna teoria umysłu nie jest w stanie wyjaśnić wszystkich jego aspektów, choćby wrażenia towarzyszącego widzeniu określonej barwy. W taki sam sposób nie tłumaczy ona innych wrażeń. W najlepszym razie należy ją więc uznać za niepełną.

## Krytyka
Zwolennicy materializmu podjęli krytykę omawianego argumentu. Przedstawia się ona podobnie, jak argumentu Thomasa Nagela Jak to jest być nietoperzem?. Uznają oni, że rozumowanie Jacksona dotyczy wiedzy (używa się nawet określenia „argument z wiedzy”). Jego konkluzję rozumieją w ten sposób, że nawet doskonała i pełna wiedza nie zdoła uchwycić pewnych zjawisk: fenomenów subiektywnych, jakościowych, pierwszoosobowych.

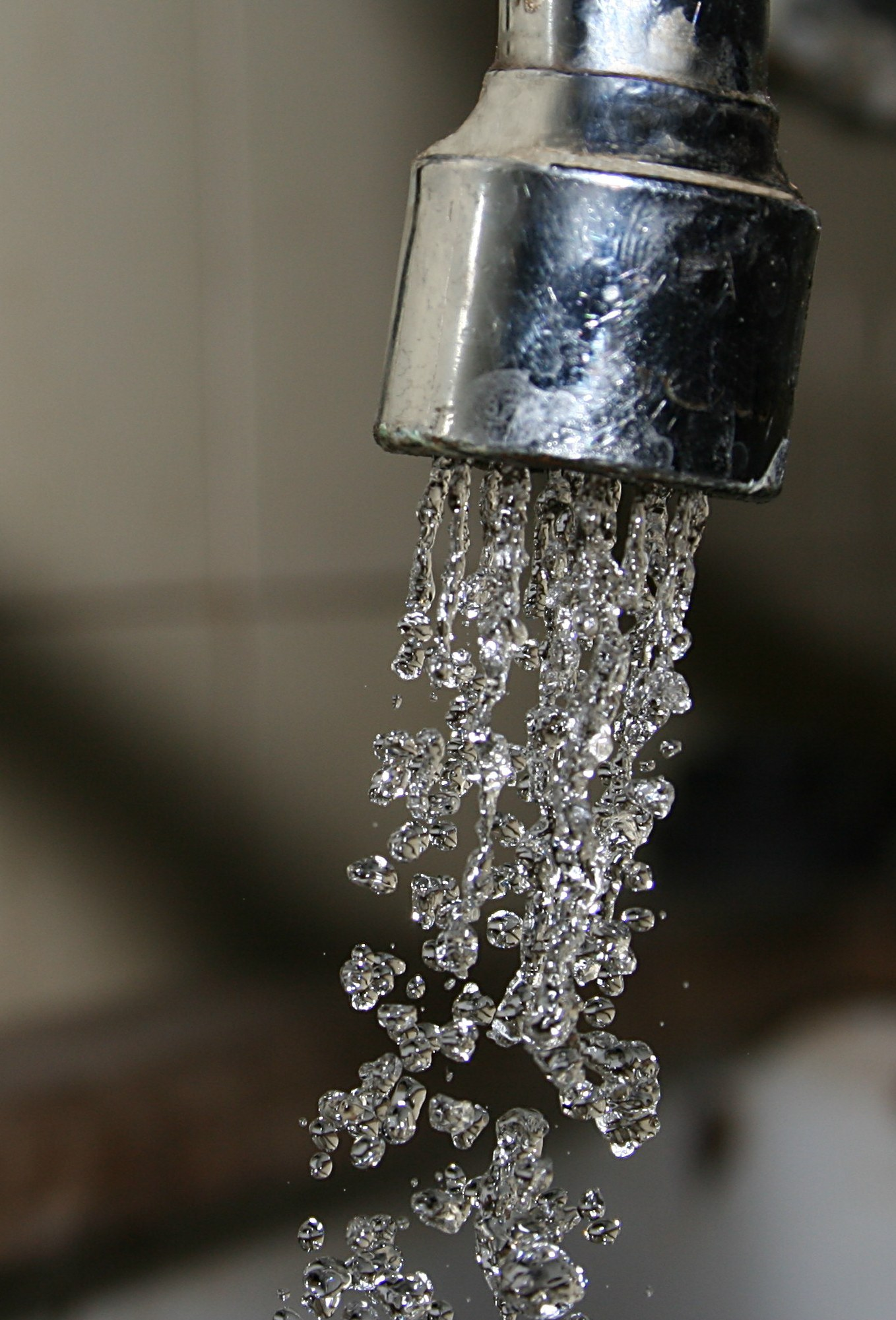
Woda. Wiele osób posiada wiedzę, że woda jest mokra

Model cząsteczki wody: H_{2}O. Nie każdy ze znających powyższą prawdę posiada wiedzę, że H_{2}O jest mokre

By odeprzeć to rozumowanie, materialiści podają inny przykład. Otóż woda i H2O to to samo. Zdarza się jednak, że ktoś przypisuje wodzie pewną cechę (np. bycie mokrą), nie przypisując jej H2O. Osoba ta nie wie bowiem, że H2O to woda. Można by z tego wyciągnąć wniosek, że skoro wodzie przypisuje się coś, czego nie przypisuje się H2O, to woda i H2O nie mogą być tym samym. Rozumowanie to nie należy do udanych. Materialiści porównują je do argumentacji Jacksona. Mary zna fizjologię widzenia, podobnie jak ktoś wie, że woda jest mokra. Mary nie wie jednak, jakie wrażenie towarzyszy widzeniu barwy czerwonej, tak jak ktoś nie wie, że H2O jest mokre. Ponieważ nie można z tego wywnioskować, że woda i H2O nie są tym samym, nie można również stwierdzić, że przeżycie towarzyszące widzeniu czerwieni nie jest tożsame z warunkującym go procesem zachodzącym w ośrodkowym układzie nerwowym Mary. Uogólniając, materialiści dowodzą, że różnica w wiedzy zawarta w dwóch różnych deskrypcjach pewnego fenomenu nie świadczy o różnicy w przedmiotach obu deskrypcji.

## Krytyka krytyki
Searle podaje jednak, że rozumienie argumentu z wiedzy przez monistów materialistycznych jest niepoprawne. Uważa, że niewłaściwie uznają oni za sedno argumentu niewiedzę Marii (tak jak niewiedzę badacza nietoperzy w argumencie Nagela). Filozof wyłuszcza je inaczej, pisząc o istnieniu realnych fenomenów, których wiedza, jako że jest obiektywna, trzecioosobowa, po prostu objąć nie może. Za przykład takiego zjawiska podaje właśnie fenomeny świadomości, cechujące się charakterem subiektywnym, pierwszoosobowym. Dodaje, że Marii nie brakuje wcale wiedzy, ale przeżyć, nieidentycznych z ich korelatami trzecioosobowymi, niezależnie, jakie by one były. Zwraca więc uwagę na kwestie ontologiczne, w mniejszym zaś stopniu na epistemologiczne. W szczególności zauważa, że fenomeny mentalne mają ontologię pierwszoosobową, tak więc nie może udać się ich redukcja do fenomenów o ontologii trzecioosobowej. Podaje też inną formę argumentów Nagela czy z wiedzy. Widzi bowiem Marię jako człon relacji wiążącej ją z jej przeżyciami, nieuwzględnianymi w relacjach trzecioosobowych.